# Elvin Məmmədov (zawodnik taekwondo)
Elvin Məmmədov (ur. 8 czerwca 1989) – azerski zawodnik taekwondo, brązowy medalista mistrzostw Europy.
W 2010 roku został brązowym medalistą mistrzostw Europy w Petersburgu w kategorii wagowej do 74 kg. 
W 2005 roku w Baku został młodzieżowym mistrzem Europy w kategorii do 63 kg, a w 2006 roku w Wietnamie młodzieżowym wicemistrzem świata w tej samej wadze. W 2010 roku zdobył ponadto brązowy medal mistrzostw świata juniorów w Charkowie w kategorii do 74 kg.
W 2006 roku zajął drugie miejsce w zawodach German Open w Bonn w kategorii do 68 kg. W 2011 roku był drugi w US Open w Austin i pierwszy w Croatia Open w Zagrzebiu w kategorii do 74 kg. W 2012 roku zajął drugie miejsce w Spanish Open w Alicante w kategorii do 74 kg i również drugie miejsce w Swiss Open w Lozannie w kategorii do 80 kg. W 2014 roku był drugi w Fajr Open w Teheranie w kategorii do 68 kg, a w kolejnym roku zajął trzecią pozycję w Qatar Open w Ad-Dauha w wadze do 74 kg.
W 2015 roku zdobył brązowy medal mistrzostw Azerbejdżanu w kategorii do 74 kg.